# Ларна (Арьеж)
Ларна́ (фр. Larnat) — коммуна во Франции, находится в регионе Юг — Пиренеи. Департамент коммуны — Арьеж. Входит в состав кантона Ле-Кабан. Округ коммуны — Фуа.
Код INSEE коммуны — 09156.

## Население
Население коммуны на 2008 год составляло 18 человек.
| 1962 | 1968 | 1975 | 1982 | 1990 | 1999 | 2008 |
| ---- | ---- | ---- | ---- | ---- | ---- | ---- |
| 45   | 35   | 29   | 25   | 15   | 16   | 18   |

## Экономика
В 2007 году среди 11 человек в трудоспособном возрасте (15—64 лет) 10 были экономически активными, 1 — неактивным (показатель активности — 90,9 %, в 1999 году было 63,6 %). Из 10 активных работали 7 человек (5 мужчин и 2 женщины), безработными были 3 женщины. 1 неактивный был пенсионером.

## Достопримечательности
- Церковь Сен-Мартен
- Ораторий